# Liometopum masonium
Liometopum masonium är en myrart som först beskrevs av Buckley 1866.  Liometopum masonium ingår i släktet Liometopum och familjen myror. Inga underarter finns listade i Catalogue of Life.